# John Atyeo
John Atyeo, né le 7 février 1932 à Dilton Marsh (Angleterre), mort le 9 juin 1993 à Warminster (Angleterre), était un footballeur anglais, qui évoluait au poste d'attaquant à Bristol City et en équipe d'Angleterre.
Atyeo a marqué cinq buts lors de ses six sélections avec l'équipe d'Angleterre entre 1955 et 1957. 
Il détient le record du nombre de matchs joués (645) et du nombre de buts inscrits (351) avec Bristol City

## Carrière de joueur
- 1950-1951 : Portsmouth
- 1951-1966 : Bristol City

## Palmarès

### En équipe nationale
- 6 sélections et 5 buts avec l'équipe d'Angleterre entre 1955 et 1957.

### Avec Bristol CIty
- Vainqueur du Championnat d'Angleterre de football D3 en 1955.